# Baizhu
Baizhu (kinesiska: 白诸) är en köping i sydöstra Kina. Den ligger i stadsdistriktet Gaoyao i staden Zhaoqing i provinsen Guangdong, omkring 96 kilometer väster om provinshuvudstaden Guangzhou. Antalet invånare är 36 977. Befolkningen består av 17 897 kvinnor och 19 080 män. Barn under 15 år utgör 18,0 %, vuxna 15-64 år 70 %, och äldre över 65 år 10,0 %.